# Seznam olympijských medailistů v zápase ve volném stylu
Toto je seznam olympijských medailistů v zápase ve volném stylu.

## Současné disciplíny

### Bantamová váha
|                       | Limit                           | Zlato                                          | Stříbro                                                     | Bronz                                         | Bronz                                         |
| --------------------- | ------------------------------- | ---------------------------------------------- | ----------------------------------------------------------- | --------------------------------------------- | --------------------------------------------- |
| 1904 St. Louis        | −56,70 kg                       | Isidor Niflot · Spojené státy americké (USA)   | August Wester · Spojené státy americké (USA)                | Louis Strebler · Spojené státy americké (USA) | Louis Strebler · Spojené státy americké (USA) |
| 1908 Londýn           | −54 kg                          | George Mehnert · Spojené státy americké (USA)  | William Press · Velká Británie (GBR)                        | Aubert Cote · Kanada (CAN)                    | Aubert Cote · Kanada (CAN)                    |
| 1912–1920             | nebyla zařazena do programu her | nebyla zařazena do programu her                | nebyla zařazena do programu her                             | nebyla zařazena do programu her               | nebyla zařazena do programu her               |
| 1924 Paříž            | −56 kg                          | Kustaa Pihlajamäki · Finsko (FIN)              | Kaarlo Mäkinen · Finsko (FIN)                               | Bryan Hines · Spojené státy americké (USA)    | Bryan Hines · Spojené státy americké (USA)    |
| 1928 Amsterdam        | −56 kg                          | Kaarlo Mäkinen · Finsko (FIN)                  | Edmond Spapen · Belgie (BEL)                                | James Trifunov · Kanada (CAN)                 | James Trifunov · Kanada (CAN)                 |
| 1932 Los Angeles      | −56 kg                          | Robert Pearce · Spojené státy americké (USA)   | Ödön Zombori · Maďarsko (HUN)                               | Aatos Jaskari · Finsko (FIN)                  | Aatos Jaskari · Finsko (FIN)                  |
| 1936 Berlín           | −56 kg                          | Ödön Zombori · Maďarsko (HUN)                  | Ross Flood · Spojené státy americké (USA)                   | Johannes Herbert · Německo (GER)              | Johannes Herbert · Německo (GER)              |
| 1948 Londýn           | −57 kg                          | Nasuh Akar · Turecko (TUR)                     | Gerald Leeman · Spojené státy americké (USA)                | Charles Kouyos · Francie (FRA)                | Charles Kouyos · Francie (FRA)                |
| 1952 Helsinky         | −57 kg                          | Šohači Išii · Japonsko (JPN)                   | Rašid Mamedbekov · Sovětský svaz (URS)                      | Khashaba Dadasaheb Jadhav · Indie (IND)       | Khashaba Dadasaheb Jadhav · Indie (IND)       |
| 1956 Melbourne        | −57 kg                          | Mustafa Dağıstanlı · Turecko (TUR)             | Mehdi Yaghoubi · Írán (IRI)                                 | Michail Šachov · Sovětský svaz (URS)          | Michail Šachov · Sovětský svaz (URS)          |
| 1960 Řím              | −57 kg                          | Terrence McCann · Spojené státy americké (USA) | Neždet Zalev · Bulharsko (BUL)                              | Tadeusz Trojanowski · Polsko (POL)            | Tadeusz Trojanowski · Polsko (POL)            |
| 1964 Tokio            | −57 kg                          | Yojiro Uetake · Japonsko (JPN)                 | Hüseyin Akbaş · Turecko (TUR)                               | Aydin Ibragimov · Sovětský svaz (URS)         | Aydin Ibragimov · Sovětský svaz (URS)         |
| 1968 Ciudad de México | −57 kg                          | Yojiro Uetake · Japonsko (JPN)                 | Donald Behm · Spojené státy americké (USA)                  | Aboutaleb Talebi · Írán (IRI)                 | Aboutaleb Talebi · Írán (IRI)                 |
| 1972 Mnichov          | −57 kg                          | Hideaki Janagida · Japonsko (JPN)              | Richard Sanders · Spojené státy americké (USA)              | László Klinga · Maďarsko (HUN)                | László Klinga · Maďarsko (HUN)                |
| 1976 Montréal         | −57 kg                          | Vladimir Jumin · Sovětský svaz (URS)           | Hans-Dieter Brüchert · Německá demokratická republika (GDR) | Masao Arai · Japonsko (JPN)                   | Masao Arai · Japonsko (JPN)                   |
| 1980 Moskva           | −57 kg                          | Sergej Beloglazov · Sovětský svaz (URS)        | Li Ho-pchjong · Severní Korea (PRK)                         | Dugarsürengín Ojúnbold · Mongolsko (MGL)      | Dugarsürengín Ojúnbold · Mongolsko (MGL)      |
| 1984 Los Angeles      | −57 kg                          | Hideaki Tomijama · Japonsko (JPN)              | Barry Davis · Spojené státy americké (USA)                  | Kim I-kon · Jižní Korea (KOR)                 | Kim I-kon · Jižní Korea (KOR)                 |
| 1988 Soul             | −57 kg                          | Sergej Beloglazov · Sovětský svaz (URS)        | Askar Mohammadaján · Írán (IRI)                             | No Kjong-son · Jižní Korea (KOR)              | No Kjong-son · Jižní Korea (KOR)              |
| 1992 Barcelona        | −57 kg                          | Alejandro Puerto · Kuba (CUB)                  | Sergei Smal · Sjednocený tým (EUN)                          | Kim Yong-Sik · Severní Korea (PRK)            | Kim Yong-Sik · Severní Korea (PRK)            |
| 1996 Atlanta          | −57 kg                          | Kendall Cross · Spojené státy americké (USA)   | Givi Sisauri · Kanada (CAN)                                 | Ri Yong-Sam · Severní Korea (PRK)             | Ri Yong-Sam · Severní Korea (PRK)             |
| 2000 Sydney           | −58 kg                          | Alírezá Dábir · Írán (IRI)                     | Jevgen Buslovyč · Ukrajina (UKR)                            | Terry Brands · Spojené státy americké (USA)   | Terry Brands · Spojené státy americké (USA)   |
| 2004 Athény           | −55 kg                          | Mavlet Batyrov · Rusko (RUS)                   | Stephen Abas · Spojené státy americké (USA)                 | Chikara Tanabe · Japonsko (JPN)               | Chikara Tanabe · Japonsko (JPN)               |
| 2008 Peking           | −55 kg                          | Henry Cejudo · Spojené státy americké (USA)    | Tomohiro Macunaga · Japonsko (JPN)                          | Besik Kuduchov · Rusko (RUS)                  | Radoslav Velikov · Bulharsko (BUL)            |
| 2012 Londýn           | −55 kg                          | Džamal Otarsultanov · Rusko (RUS)              | Vladimer Chinčegašvili · Gruzie (GEO)                       | Yang Kyong-Il · Severní Korea (PRK)           | Šiniči Jumoto · Japonsko (JPN)                |
| 2016 Rio de Janeiro   | −57 kg                          | Vladimer Chinčegašvili · Gruzie (GEO)          | Rei Higuči · Japonsko (JPN)                                 | Hadži Alijev · Ázerbájdžán (AZE)              | Hasan Rahímí · Írán (IRI)                     |
| 2020 Tokio            | −57 kg                          | Zaur Uguev · Sportovci ROV (ROC)               | Ravi Kumar · Indie (IND)                                    | Nurislam Sanayev · Kazachstán (KAZ)           | Thomas Gilman · Spojené státy americké (USA)  |
| 2024 Paříž            | −57 kg                          | Rei Higuči · Japonsko (JPN)                    | Spencer Lee · Spojené státy americké (USA)                  | Aman Sehrawat · Indie (IND)                   | Gulomjon Abdullajev · Uzbekistán (UZB)        |

### Lehká váha
|                       | Limit                           | Zlato                                        | Stříbro                                          | Bronz                                           | Bronz                                           |
| --------------------- | ------------------------------- | -------------------------------------------- | ------------------------------------------------ | ----------------------------------------------- | ----------------------------------------------- |
| 1904 St. Louis        | −65,77 kg                       | Otto Roehm · Spojené státy americké (USA)    | Rudolph Tesing · Spojené státy americké (USA)    | Albert Zirkel · Spojené státy americké (USA)    | Albert Zirkel · Spojené státy americké (USA)    |
| 1908 Londýn           | −66,6 kg                        | George de Relwyskow · Velká Británie (GBR)   | William Wood · Velká Británie (GBR)              | Albert Gingell · Velká Británie (GBR)           | Albert Gingell · Velká Británie (GBR)           |
| 1912 Stockholm        | nebyla zařazena do programu her | nebyla zařazena do programu her              | nebyla zařazena do programu her                  | nebyla zařazena do programu her                 | nebyla zařazena do programu her                 |
| 1920 Antverpy         | −67,5 kg                        | Kalle Anttila · Finsko (FIN)                 | Gottfrid Svensson · Švédsko (SWE)                | Peter Wright · Velká Británie (GBR)             | Peter Wright · Velká Británie (GBR)             |
| 1924 Paříž            | −67,5 kg                        | Russell Vis · Spojené státy americké (USA)   | Volmar Wikström · Finsko (FIN)                   | Arvo Haavisto · Finsko (FIN)                    | Arvo Haavisto · Finsko (FIN)                    |
| 1928 Amsterdam        | −67,5 kg                        | Osvald Käpp · Estonsko (EST)                 | Charles Pacôme · Francie (FRA)                   | Eino Leino · Finsko (FIN)                       | Eino Leino · Finsko (FIN)                       |
| 1932 Los Angeles      | −67,5 kg                        | Charles Pacôme · Francie (FRA)               | Károly Kárpáti · Maďarsko (HUN)                  | Gustaf Klarén · Švédsko (SWE)                   | Gustaf Klarén · Švédsko (SWE)                   |
| 1936 Berlín           | −67,5 kg                        | Károly Kárpáti · Maďarsko (HUN)              | Wolfgang Ehrl · Německo (GER)                    | Hermanni Pihlajamäki · Finsko (FIN)             | Hermanni Pihlajamäki · Finsko (FIN)             |
| 1948 Londýn           | −67 kg                          | Celal Atik · Turecko (TUR)                   | Gösta Frändfors · Švédsko (SWE)                  | Hermann Baumann · Švýcarsko (SUI)               | Hermann Baumann · Švýcarsko (SUI)               |
| 1952 Helsinky         | −67 kg                          | Olle Anderberg · Švédsko (SWE)               | Jay Thomas Evans · Spojené státy americké (USA)  | Jahanbakht Towfigh · Írán (IRI)                 | Jahanbakht Towfigh · Írán (IRI)                 |
| 1956 Melbourne        | −67 kg                          | Emámalí Habíbí · Írán (IRI)                  | Šigeru Kasahara · Japonsko (JPN)                 | Alimbeg Bestajev · Sovětský svaz (URS)          | Alimbeg Bestajev · Sovětský svaz (URS)          |
| 1960 Řím              | −67 kg                          | Shelby Wilson · Spojené státy americké (USA) | Vladimir Rubašvili · Sovětský svaz (URS)         | Eňu Valčev · Bulharsko (BUL)                    | Eňu Valčev · Bulharsko (BUL)                    |
| 1964 Tokio            | −70 kg                          | Eňu Valčev · Bulharsko (BUL)                 | Klaus Rost · Tým sjednoceného Německa (EUA)      | Iwao Horiuchi · Japonsko (JPN)                  | Iwao Horiuchi · Japonsko (JPN)                  |
| 1968 Ciudad de México | −70 kg                          | Abdollah Movahed · Írán (IRI)                | Eňu Valčev · Bulharsko (BUL)                     | Danzandarjaagiin Sereeter · Mongolsko (MGL)     | Danzandarjaagiin Sereeter · Mongolsko (MGL)     |
| 1972 Mnichov          | −68 kg                          | Dan Gable · Spojené státy americké (USA)     | Kikuo Wada · Japonsko (JPN)                      | Ruslan Ašuraliev · Sovětský svaz (URS)          | Ruslan Ašuraliev · Sovětský svaz (URS)          |
| 1976 Montréal         | −68 kg                          | Pavel Pinigin · Sovětský svaz (URS)          | Lloyd Keaser · Spojené státy americké (USA)      | Jasaburó Sugawara · Japonsko (JPN)              | Jasaburó Sugawara · Japonsko (JPN)              |
| 1980 Moskva           | −68 kg                          | Sajpulla Absaidov · Sovětský svaz (URS)      | Ivan Jankov · Bulharsko (BUL)                    | Šaban Sejdiu · Jugoslávie (YUG)                 | Šaban Sejdiu · Jugoslávie (YUG)                 |
| 1984 Los Angeles      | −60 kg                          | Ju In-tchak · Jižní Korea (KOR)              | Andrew Rein · Spojené státy americké (USA)       | Jukka Rauhala · Finsko (FIN)                    | Jukka Rauhala · Finsko (FIN)                    |
| 1988 Soul             | −68 kg                          | Arsen Fadzajev · Sovětský svaz (URS)         | Pak Čang-sun · Jižní Korea (KOR)                 | Nate Carr · Spojené státy americké (USA)        | Nate Carr · Spojené státy americké (USA)        |
| 1992 Barcelona        | −68 kg                          | Arsen Fadzajev · Sjednocený tým (EUN)        | Valentin Gecov · Bulharsko (BUL)                 | Kósei Akaiši · Japonsko (JPN)                   | Kósei Akaiši · Japonsko (JPN)                   |
| 1996 Atlanta          | −68 kg                          | Vadim Bogijev · Rusko (RUS)                  | Townsend Saunders · Spojené státy americké (USA) | Zaza Zozirovi · Ukrajina (UKR)                  | Zaza Zozirovi · Ukrajina (UKR)                  |
| 2000 Sydney           | −69 kg                          | Daniel Igali · Kanada (CAN)                  | Arsen Gitinov · Rusko (RUS)                      | Lincoln McIlravy · Spojené státy americké (USA) | Lincoln McIlravy · Spojené státy americké (USA) |
| 2004 Athény           | −66 kg                          | Elbrus Tedejev · Ukrajina (UKR)              | Jamill Kelly · Spojené státy americké (USA)      | Machač Murtazalijev · Rusko (RUS)               | Machač Murtazalijev · Rusko (RUS)               |
| 2008 Peking           | −66 kg                          | Ramazan Şahin · Turecko (TUR)                | Andrij Stadnyk · Ukrajina (UKR)                  | Sušíl Kumár · Indie (IND)                       | Otar Tušišvili · Gruzie (GEO)                   |
| 2012 Londýn           | −66 kg                          | Tacuhiro Jonemicu · Japonsko (JPN)           | Sušíl Kumár · Indie (IND)                        | Liván López · Kuba (CUB)                        | Akzhurek Tanatarov · Kazachstán (KAZ)           |
| 2016 Rio de Janeiro   | −65 kg                          | Soslan Ramonov · Rusko (RUS)                 | Togrul Asgarov · Ázerbájdžán (AZE)               | Frank Chamizo · Itálie (ITA)                    | Ixtiyor Navroʻzov · Uzbekistán (UZB)            |
| 2020 Tokio            | −65 kg                          | Takuto Otoguro · Japonsko (JPN)              | Hadži Alijev · Ázerbájdžán (AZE)                 | Gadžimurad Rašidov · Sportovci ROV (ROC)        | Bajrang Punia · Indie (IND)                     |
| 2024 Paříž            | −65 kg                          | Kotaro Kijooka · Japonsko (JPN)              | Rahman Amouzadkhalili · Írán (IRI)               | Sebastian Rivera · Portoriko (PUR)              | Islam Dudajev · Albánie (ALB)                   |

### Velterová váha
|                       | Limit                           | Zlato                                           | Stříbro                                         | Bronz                                           | Bronz                                           |
| --------------------- | ------------------------------- | ----------------------------------------------- | ----------------------------------------------- | ----------------------------------------------- | ----------------------------------------------- |
| 1904 St. Louis        | −71,67 kg                       | Charles Ericksen · Spojené státy americké (USA) | William Beckmann · Spojené státy americké (USA) | Jerry Winholtz · Spojené státy americké (USA)   | Jerry Winholtz · Spojené státy americké (USA)   |
| 1912–1920             | nebyla zařazena do programu her | nebyla zařazena do programu her                 | nebyla zařazena do programu her                 | nebyla zařazena do programu her                 | nebyla zařazena do programu her                 |
| 1924 Paříž            | −72 kg                          | Hermann Gehri · Švýcarsko (SUI)                 | Eino Leino · Finsko (FIN)                       | Otto Müller · Švýcarsko (SUI)                   | Otto Müller · Švýcarsko (SUI)                   |
| 1928 Amsterdam        | −72 kg                          | Arvo Haavisto · Finsko (FIN)                    | Lloyd Appleton · Spojené státy americké (USA)   | Maurice Letchford · Kanada (CAN)                | Maurice Letchford · Kanada (CAN)                |
| 1932 Los Angeles      | −72 kg                          | Jack van Bebber · Spojené státy americké (USA)  | Daniel MacDonald · Kanada (CAN)                 | Eino Leino · Finsko (FIN)                       | Eino Leino · Finsko (FIN)                       |
| 1936 Berlín           | −72 kg                          | Frank Lewis · Spojené státy americké (USA)      | Thure Andersson · Švédsko (SWE)                 | Joseph Schleimer · Kanada (CAN)                 | Joseph Schleimer · Kanada (CAN)                 |
| 1948 Londýn           | −73 kg                          | Yaşar Doğu · Turecko (TUR)                      | Richard Garrard · Austrálie (AUS)               | Leland Merrill · Spojené státy americké (USA)   | Leland Merrill · Spojené státy americké (USA)   |
| 1952 Helsinky         | −73 kg                          | William Smith · Spojené státy americké (USA)    | Per Berlín · Švédsko (SWE)                      | Abdollah Mojtabavi · Írán (IRI)                 | Abdollah Mojtabavi · Írán (IRI)                 |
| 1956 Melbourne        | −73 kg                          | Micuo Ikeda · Japonsko (JPN)                    | İbrahim Zengin · Turecko (TUR)                  | Vakhtang Balavadze · Sovětský svaz (URS)        | Vakhtang Balavadze · Sovětský svaz (URS)        |
| 1960 Řím              | −73 kg                          | Douglas Blubaugh · Spojené státy americké (USA) | İsmail Ogan · Turecko (TUR)                     | Muhammed Bashir · Pákistán (PAK)                | Muhammed Bashir · Pákistán (PAK)                |
| 1964 Tokio            | −78 kg                          | İsmail Ogan · Turecko (TUR)                     | Guliko Sagaradze · Sovětský svaz (URS)          | Mohammad Ali Sanatkaran · Írán (IRI)            | Mohammad Ali Sanatkaran · Írán (IRI)            |
| 1968 Ciudad de México | −78 kg                          | Mahmut Atalay · Turecko (TUR)                   | Daniel Robin · Francie (FRA)                    | Tömöriin Artag · Mongolsko (MGL)                | Tömöriin Artag · Mongolsko (MGL)                |
| 1972 Mnichov          | −78 kg                          | Wayne Wells · Spojené státy americké (USA)      | Jan Karlsson · Švédsko (SWE)                    | Adolf Seger · Západní Německo (FRG)             | Adolf Seger · Západní Německo (FRG)             |
| 1976 Montréal         | −78 kg                          | Džiičiró Date · Japonsko (JPN)                  | Mansour Barzegar · Írán (IRI)                   | Stanley Dziedzic · Spojené státy americké (USA) | Stanley Dziedzic · Spojené státy americké (USA) |
| 1980 Moskva           | −78 kg                          | Valentin Rajčev · Bulharsko (BUL)               | Džamcin Davaadžav · Mongolsko (MGL)             | Dan Karabin · Československo (TCH)              | Dan Karabin · Československo (TCH)              |
| 1984 Los Angeles      | −78 kg                          | David Schultz · Spojené státy americké (USA)    | Martin Knosp · Západní Německo (FRG)            | Šaban Sejdiu · Jugoslávie (YUG)                 | Šaban Sejdiu · Jugoslávie (YUG)                 |
| 1988 Soul             | −78 kg                          | Kenny Monday · Spojené státy americké (USA)     | Adlan Varajev · Sovětský svaz (URS)             | Rachmat Sukra · Bulharsko (BUL)                 | Rachmat Sukra · Bulharsko (BUL)                 |
| 1992 Barcelona        | −78 kg                          | Pak Čang-sun · Jižní Korea (KOR)                | Kenny Monday · Spojené státy americké (USA)     | Amír'rezá Chádem · Írán (IRI)                   | Amír'rezá Chádem · Írán (IRI)                   |
| 1996 Atlanta          | −78 kg                          | Buvajsar Sajtijev · Rusko (RUS)                 | Pak Čang-sun · Jižní Korea (KOR)                | Takuya Ota · Japonsko (JPN)                     | Takuya Ota · Japonsko (JPN)                     |
| 2000 Sydney           | −76 kg                          | Brandon Slay · Spojené státy americké (USA)     | Mun Ui-če · Jižní Korea (KOR)                   | Adem Bereket · Turecko (TUR)                    | Adem Bereket · Turecko (TUR)                    |
| 2004 Athény           | −74 kg                          | Buvajsar Sajtijev · Rusko (RUS)                 | Gennadij Lalijev · Kazachstán (KAZ)             | Iván Fundora · Kuba (CUB)                       | Iván Fundora · Kuba (CUB)                       |
| 2008 Peking           | −74 kg                          | Buvajsar Sajtijev · Rusko (RUS)                 | Soslan Tydžyty · Uzbekistán (UZB)               | Murad Gajdarov · Bělorusko (BLR)                | Kiril Terziev · Bulharsko (BUL)                 |
| 2012 Londýn           | −74 kg                          | Jordan Burroughs · Spojené státy americké (USA) | Sádeg Gúdarzí · Írán (IRI)                      | Soslan Tydžyty · Uzbekistán (UZB)               | Děnis Carguš · Rusko (RUS)                      |
| 2016 Rio de Janeiro   | −74 kg                          | Hasan Jazdání · Írán (IRI)                      | Aniuar Gedujev · Rusko (RUS)                    | Džabrajil Hasanov · Ázerbájdžán (AZE)           | Soner Demirtaş · Turecko (TUR)                  |
| 2020 Tokio            | −74 kg                          | Zaurbek Sidakov · Sportovci ROV (ROC)           | Mahamedkhabib Kadzimahamedau · Bělorusko (BLR)  | Kyle Dake · Spojené státy americké (USA)        | Bekzod Abdurahmonov · Uzbekistán (UZB)          |
| 2024 Paříž            | −74 kg                          | Razambek Džamalov · Uzbekistán (UZB)            | Daiči Takatani · Japonsko (JPN)                 | Kyle Dake · Spojené státy americké (USA)        | Čermen Valijev · Albánie (ALB)                  |

### Střední váha
|                       | Limit                           | Zlato                                         | Stříbro                                       | Bronz                                          | Bronz                                          |
| --------------------- | ------------------------------- | --------------------------------------------- | --------------------------------------------- | ---------------------------------------------- | ---------------------------------------------- |
| 1908 Londýn           | −73 kg                          | Stanley Bacon · Velká Británie (GBR)          | George de Relwyskow · Velká Británie (GBR)    | Frederick Beck · Velká Británie (GBR)          | Frederick Beck · Velká Británie (GBR)          |
| 1912 Stockholm        | nebyla zařazena do programu her | nebyla zařazena do programu her               | nebyla zařazena do programu her               | nebyla zařazena do programu her                | nebyla zařazena do programu her                |
| 1920 Antwerp          | −75 kg                          | Eino Leino · Finsko (FIN)                     | Väinö Penttala · Finsko (FIN)                 | Charles Johnson · Spojené státy americké (USA) | Charles Johnson · Spojené státy americké (USA) |
| 1924 Paříž            | −79 kg                          | Fritz Hagmann · Švýcarsko (SUI)               | Pierre Ollivier · Belgie (BEL)                | Vilho Pekkala · Finsko (FIN)                   | Vilho Pekkala · Finsko (FIN)                   |
| 1928 Amsterdam        | −79 kg                          | Ernst Kyburz · Švýcarsko (SUI)                | Donald Stockton · Kanada (CAN)                | Samuel Rabin · Velká Británie (GBR)            | Samuel Rabin · Velká Británie (GBR)            |
| 1932 Los Angeles      | −79 kg                          | Ivar Johansson · Švédsko (SWE)                | Kyösti Luukko · Finsko (FIN)                  | József Tunyogi · Maďarsko (HUN)                | József Tunyogi · Maďarsko (HUN)                |
| 1936 Berlín           | −79 kg                          | Emile Poilvé · Francie (FRA)                  | Richard Voliva · Spojené státy americké (USA) | Ahmet Kireççi · Turecko (TUR)                  | Ahmet Kireççi · Turecko (TUR)                  |
| 1948 Londýn           | −79 kg                          | Glen Brand · Spojené státy americké (USA)     | Adil Candemir · Turecko (TUR)                 | Erik Lindén · Švédsko (SWE)                    | Erik Lindén · Švédsko (SWE)                    |
| 1952 Helsinky         | −79 kg                          | David Tsimakuridze · Sovětský svaz (URS)      | Gholamreza Takhti · Írán (IRI)                | György Gurics · Maďarsko (HUN)                 | György Gurics · Maďarsko (HUN)                 |
| 1956 Melbourne        | −79 kg                          | Nikola Stančev · Bulharsko (BUL)              | Daniel Hodge · Spojené státy americké (USA)   | Giorgi Schirtladze · Sovětský svaz (URS)       | Giorgi Schirtladze · Sovětský svaz (URS)       |
| 1960 Řím              | −79 kg                          | Hasan Güngör · Turecko (TUR)                  | Giorgi Schirtladze · Sovětský svaz (URS)      | Hans Antonsson · Švédsko (SWE)                 | Hans Antonsson · Švédsko (SWE)                 |
| 1964 Tokio            | −87 kg                          | Prodan Gardžev · Bulharsko (BUL)              | Hasan Güngör · Turecko (TUR)                  | Daniel Brand · Spojené státy americké (USA)    | Daniel Brand · Spojené státy americké (USA)    |
| 1968 Ciudad de México | −87 kg                          | Boris Gurevič · Sovětský svaz (URS)           | Jigjidiin Mönkhbat · Mongolsko (MGL)          | Prodan Gardžev · Bulharsko (BUL)               | Prodan Gardžev · Bulharsko (BUL)               |
| 1972 Mnichov          | −82 kg                          | Levan Tedyjašvili · Sovětský svaz (URS)       | John Peterson · Spojené státy americké (USA)  | Vasile Iorga · Rumunsko (ROU)                  | Vasile Iorga · Rumunsko (ROU)                  |
| 1976 Montréal         | −82 kg                          | John Peterson · Spojené státy americké (USA)  | Viktor Novožilov · Sovětský svaz (URS)        | Adolf Seger · Západní Německo (FRG)            | Adolf Seger · Západní Německo (FRG)            |
| 1980 Moskva           | −82 kg                          | Ismail Abilov · Bulharsko (BUL)               | Magomedchan Aracilov · Sovětský svaz (URS)    | István Kovács · Maďarsko (HUN)                 | István Kovács · Maďarsko (HUN)                 |
| 1984 Los Angeles      | −82 kg                          | Mark Schultz · Spojené státy americké (USA)   | Hidejuki Nagašima · Japonsko (JPN)            | Christopher Rinke · Kanada (CAN)               | Christopher Rinke · Kanada (CAN)               |
| 1988 Soul             | −82 kg                          | Han Mjong-u · Jižní Korea (KOR)               | Necmi Gençalp · Turecko (TUR)                 | Jozef Lohyňa · Československo (TCH)            | Jozef Lohyňa · Československo (TCH)            |
| 1992 Barcelona        | −82 kg                          | Kevin Jackson · Spojené státy americké (USA)  | Elmad Džabrajilov · Sjednocený tým (EUN)      | Rasúl Chádem · Írán (IRI)                      | Rasúl Chádem · Írán (IRI)                      |
| 1996 Atlanta          | −82 kg                          | Chadžimurad Magomedov · Rusko (RUS)           | Jang Hjon-mo · Jižní Korea (KOR)              | Amír'rezá Chádem · Írán (IRI)                  | Amír'rezá Chádem · Írán (IRI)                  |
| 2000 Sydney           | −85 kg                          | Adam Sajtijev · Rusko (RUS)                   | Yoel Romero · Kuba (CUB)                      | Magomed Ibragimov · Makedonie (MKD(1991))      | Magomed Ibragimov · Makedonie (MKD(1991))      |
| 2004 Athény           | −84 kg                          | Cael Sanderson · Spojené státy americké (USA) | Mun Ui-če · Jižní Korea (KOR)                 | Sadžid Sadžidov · Rusko (RUS)                  | Sadžid Sadžidov · Rusko (RUS)                  |
| 2008 Peking           | −84 kg                          | Revaz Mindorašvili · Gruzie (GEO)             | Jusup Abdusalamov · Tádžikistán (TJK)         | Taras Danko · Ukrajina (UKR)                   | Giorgi Ketojev · Rusko (RUS)                   |
| 2012 Londýn           | −84 kg                          | Šarif Šarifov · Ázerbájdžán (AZE)             | Jaime Espinal · Portoriko (PUR)               | Ehsan Lašgarí · Írán (IRI)                     | Davit Marsagišvili · Gruzie (GEO)              |
| 2016 Rio de Janeiro   | −86 kg                          | Abdulrašid Sadulajev · Rusko (RUS)            | Selim Yaşar · Turecko (TUR)                   | Šarif Šarifov · Ázerbájdžán (AZE)              | J'den Cox · Spojené státy americké (USA)       |
| 2020 Tokio            | −86 kg                          | David Taylor · Spojené státy americké (USA)   | Hasan Jazdání · Írán (IRI)                    | Artur Najfonov · Sportovci ROV (ROC)           | Myles Amine · San Marino (SMR)                 |
| 2024 Paříž            | −86 kg                          | Magomed Ramazanov · Bulharsko (BUL)           | Hasan Jazdání · Írán (IRI)                    | Aaron Brooks · Spojené státy americké (USA)    | Dauren Kuruglijev · Řecko (GRE)                |

### Těžká váha
|                       | Limit                           | Zlato                                              | Stříbro                                           | Bronz                                         | Bronz                                         |
| --------------------- | ------------------------------- | -------------------------------------------------- | ------------------------------------------------- | --------------------------------------------- | --------------------------------------------- |
| 1904 St. Louis        | +71,67 kg                       | Bernhoff Hansen · Spojené státy americké (USA)     | Frank Kugler · Spojené státy americké (USA)       | Fred Warmbold · Spojené státy americké (USA)  | Fred Warmbold · Spojené státy americké (USA)  |
| 1908 Londýn           | +73 kg                          | Con O'Kelly · Velká Británie (GBR)                 | Jacob Gundersen · Norsko (NOR)                    | Edward Thomas Barrett · Velká Británie (GBR)  | Edward Thomas Barrett · Velká Británie (GBR)  |
| 1912 Stockholm        | nebyla zařazena do programu her | nebyla zařazena do programu her                    | nebyla zařazena do programu her                   | nebyla zařazena do programu her               | nebyla zařazena do programu her               |
| 1920 Antwerp          | +82,5 kg                        | Robert Roth · Švýcarsko (SUI)                      | Nat Pendleton · Spojené státy americké (USA)      | Fred Meyer · Spojené státy americké (USA)     | Fred Meyer · Spojené státy americké (USA)     |
| 1924 Paříž            | +87 kg                          | Harry Steel · Spojené státy americké (USA)         | Henri Wernli · Švýcarsko (SUI)                    | Archie MacDonald · Velká Británie (GBR)       | Archie MacDonald · Velká Británie (GBR)       |
| 1928 Amsterdam        | +87 kg                          | Johan Richthoff · Švédsko (SWE)                    | Aukusti Sihvola · Finsko (FIN)                    | Edmond Dame · Francie (FRA)                   | Edmond Dame · Francie (FRA)                   |
| 1932 Los Angeles      | +87 kg                          | Johan Richthoff · Švédsko (SWE)                    | John Riley · Spojené státy americké (USA)         | Nikolaus Hirschl · Rakousko (AUT)             | Nikolaus Hirschl · Rakousko (AUT)             |
| 1936 Berlín           | +87 kg                          | Kristjan Palusalu · Estonsko (EST)                 | Josef Klapuch · Československo (TCH)              | Hjalmar Nyström · Finsko (FIN)                | Hjalmar Nyström · Finsko (FIN)                |
| 1948 Londýn           | +87 kg                          | Gyula Bóbis · Maďarsko (HUN)                       | Bertil Antonsson · Švédsko (SWE)                  | Joseph Armstrong · Austrálie (AUS)            | Joseph Armstrong · Austrálie (AUS)            |
| 1952 Helsinky         | +87 kg                          | Arsen Mekokišvili · Sovětský svaz (URS)            | Bertil Antonsson · Švédsko (SWE)                  | Kenneth Richmond · Velká Británie (GBR)       | Kenneth Richmond · Velká Británie (GBR)       |
| 1956 Melbourne        | +87 kg                          | Hamit Kaplan · Turecko (TUR)                       | Hussein Mehmedov · Bulharsko (BUL)                | Taisto Kangasniemi · Finsko (FIN)             | Taisto Kangasniemi · Finsko (FIN)             |
| 1960 Řím              | +87 kg                          | Wilfried Dietrich · Tým sjednoceného Německa (EUA) | Hamit Kaplan · Turecko (TUR)                      | Savkuds Dzarasov · Sovětský svaz (URS)        | Savkuds Dzarasov · Sovětský svaz (URS)        |
| 1964 Tokio            | +97 kg                          | Alexandr Ivanickij · Sovětský svaz (URS)           | Ljutvi Achmedov · Bulharsko (BUL)                 | Hamit Kaplan · Turecko (TUR)                  | Hamit Kaplan · Turecko (TUR)                  |
| 1968 Ciudad de México | +97 kg                          | Alexandr Medveď · Sovětský svaz (URS)              | Osman Duraliev · Bulharsko (BUL)                  | Wilfried Dietrich · Západní Německo (FRG)     | Wilfried Dietrich · Západní Německo (FRG)     |
| 1972 Mnichov          | −100 kg                         | Ivan Jarygin · Sovětský svaz (URS)                 | Chorloogijn Bajanmönch · Mongolsko (MGL)          | József Csatári · Maďarsko (HUN)               | József Csatári · Maďarsko (HUN)               |
| 1976 Montréal         | −100 kg                         | Ivan Jarygin · Sovětský svaz (URS)                 | Russell Hellickson · Spojené státy americké (USA) | Dimo Kostov · Bulharsko (BUL)                 | Dimo Kostov · Bulharsko (BUL)                 |
| 1980 Moskva           | −100 kg                         | Ilja Mate · Sovětský svaz (URS)                    | Slavčo Červenkov · Bulharsko (BUL)                | Július Strnisko · Československo (TCH)        | Július Strnisko · Československo (TCH)        |
| 1984 Los Angeles      | −100 kg                         | Lou Banach · Spojené státy americké (USA)          | Joseph Atiyeh · Sýrie (SYR)                       | Vasile Pușcașu · Rumunsko (ROU)               | Vasile Pușcașu · Rumunsko (ROU)               |
| 1988 Soul             | −100 kg                         | Vasile Pușcașu · Rumunsko (ROU)                    | Leri Chabelovi · Sovětský svaz (URS)              | William Scherr · Spojené státy americké (USA) | William Scherr · Spojené státy americké (USA) |
| 1992 Barcelona        | −100 kg                         | Leri Chabelovi · Sjednocený tým (EUN)              | Heiko Balz · Německo (GER)                        | Ali Kayalı · Turecko (TUR)                    | Ali Kayalı · Turecko (TUR)                    |
| 1996 Atlanta          | −100 kg                         | Kurt Angle · Spojené státy americké (USA)          | Abbás Džadídí · Írán (IRI)                        | Arawat Sabejew · Německo (GER)                | Arawat Sabejew · Německo (GER)                |
| 2000 Sydney           | −97 kg                          | Sagid Murtazalijev · Rusko (RUS)                   | Islam Bairamukov · Kazachstán (KAZ)               | Eldar Kurtanydze · Gruzie (GEO)               | Eldar Kurtanydze · Gruzie (GEO)               |
| 2004 Athény           | −96 kg                          | Chadžimurat Gacalov · Rusko (RUS)                  | Magomed Ibragimov · Uzbekistán (UZB)              | Alírezá Hajdárí · Írán (IRI)                  | Alírezá Hajdárí · Írán (IRI)                  |
| 2008 Peking           | −96 kg                          | Širvan Muradov · Rusko (RUS)                       | Taimuraz Tigiyev · Kazachstán (KAZ)               | Giorgi Gogšelidze · Gruzie (GEO)              | Chetag Gozjumov · Ázerbájdžán (AZE)           |
| 2012 Londýn           | −96 kg                          | Jake Varner · Spojené státy americké (USA)         | Valerii Andriitsev · Ukrajina (UKR)               | Chetag Gozjumov · Ázerbájdžán (AZE)           | Giorgi Gogšelidze · Gruzie (GEO)              |
| 2016 Rio de Janeiro   | −97 kg                          | Kyle Snyder · Spojené státy americké (USA)         | Chetag Gozjumov · Ázerbájdžán (AZE)               | Albert Saritov · Rumunsko (ROU)               | Magomed Ibragimov · Uzbekistán (UZB)          |
| 2020 Tokio            | −97 kg                          | Abdulrašid Sadulajev · Sportovci ROV (ROC)         | Kyle Snyder · Spojené státy americké (USA)        | Reineris Salas · Kuba (CUB)                   | Abraham Conyedo · Itálie (ITA)                |
| 2024 Paříž            | −97 kg                          | Achmed Tažudinov · Bahrajn (BRN)                   | Givi Matčarašvili · Gruzie (GEO)                  | Magomedchan Magomedov · Ázerbájdžán (AZE)     | Amirali Azarpira · Írán (IRI)                 |

### Supertěžká váha
|                     | Limit   | Zlato                                            | Stříbro                                          | Bronz                                                   | Bronz                                                   |
| ------------------- | ------- | ------------------------------------------------ | ------------------------------------------------ | ------------------------------------------------------- | ------------------------------------------------------- |
| 1972 Mnichov        | +100 kg | Alexandr Medveď · Sovětský svaz (URS)            | Osman Duraliev · Bulharsko (BUL)                 | Chris Taylor · Spojené státy americké (USA)             | Chris Taylor · Spojené státy americké (USA)             |
| 1976 Montréal       | +100 kg | Soslan Andijev · Sovětský svaz (URS)             | József Balla · Maďarsko (HUN)                    | Ladislau Şimon · Rumunsko (ROU)                         | Ladislau Şimon · Rumunsko (ROU)                         |
| 1980 Moskva         | +100 kg | Soslan Andijev · Sovětský svaz (URS)             | József Balla · Maďarsko (HUN)                    | Adam Sandurski · Polsko (POL)                           | Adam Sandurski · Polsko (POL)                           |
| 1984 Los Angeles    | +100 kg | Bruce Baumgartner · Spojené státy americké (USA) | Robert Molle · Kanada (CAN)                      | Ayhan Taşkin · Turecko (TUR)                            | Ayhan Taşkin · Turecko (TUR)                            |
| 1988 Soul           | −130 kg | Davit Gobedžišvili · Sovětský svaz (URS)         | Bruce Baumgartner · Spojené státy americké (USA) | Andreas Schröder · Německá demokratická republika (GDR) | Andreas Schröder · Německá demokratická republika (GDR) |
| 1992 Barcelona      | −130 kg | Bruce Baumgartner · Spojené státy americké (USA) | Jeffrey Thue · Kanada (CAN)                      | Davit Gobedžišvili · Sjednocený tým (EUN)               | Davit Gobedžišvili · Sjednocený tým (EUN)               |
| 1996 Atlanta        | −130 kg | Mahmut Demir · Turecko (TUR)                     | Aleksej Medvedev · Bělorusko (BLR)               | Bruce Baumgartner · Spojené státy americké (USA)        | Bruce Baumgartner · Spojené státy americké (USA)        |
| 2000 Sydney         | −130 kg | David Musulbes · Rusko (RUS)                     | Artur Tajmazov · Uzbekistán (UZB)                | Alexis Rodríguez · Kuba (CUB)                           | Alexis Rodríguez · Kuba (CUB)                           |
| 2004 Athény         | −120 kg | Artur Tajmazov · Uzbekistán (UZB)                | Alireza Rezaei · Írán (IRI)                      | Aydın Polatçı · Turecko (TUR)                           | Aydın Polatçı · Turecko (TUR)                           |
| 2008 Peking         | −120 kg | Bachtyjar Achmedov · Rusko (RUS)                 | David Musulbes · Slovensko (SVK)                 | Disney Rodríguez · Kuba (CUB)                           | Marid Mutalimov · Kazachstán (KAZ)                      |
| 2012 Londýn         | −120 kg | Komejl Gásemí · Írán (IRI)                       | Bilal Machov · Rusko (RUS)                       | Tervel Dlagnev · Spojené státy americké (USA)           | Daulet Šabanbaj · Kazachstán (KAZ)                      |
| 2016 Rio de Janeiro | −125 kg | Taha Akgül · Turecko (TUR)                       | Kómejl Qásemí · Írán (IRI)                       | Ibragim Sajidov · Bělorusko (BLR)                       | Geno Petrijašvili · Gruzie (GEO)                        |
| 2020 Tokio          | −125 kg | Gable Steveson · Spojené státy americké (USA)    | Geno Petrijašvili · Gruzie (GEO)                 | Amir Hossein Zare · Írán (IRI)                          | Taha Akgül · Turecko (TUR)                              |
| 2024 Paříž          | −125 kg | Geno Petrijašvili · Gruzie (GEO)                 | Amir Hossein Zare · Írán (IRI)                   | Taha Akgül · Turecko (TUR)                              | Giorgi Mešvildišvili · Ázerbájdžán (AZE)                |

## Zrušené disciplíny

### Papírová váha
|                  | Limit                           | Zlato                                       | Stříbro                                  | Bronz                                               |
| ---------------- | ------------------------------- | ------------------------------------------- | ---------------------------------------- | --------------------------------------------------- |
| 1904 St. Louis   | −47,6 kg                        | Robert Curry · Spojené státy americké (USA) | John Hein · Spojené státy americké (USA) | Gustav Thiefenthaler · Spojené státy americké (USA) |
| 1908–1968        | nebyla zařazena do programu her | nebyla zařazena do programu her             | nebyla zařazena do programu her          | nebyla zařazena do programu her                     |
| 1972 Mnichov     | −48 kg                          | Roman Dmitrijev · Sovětský svaz (URS)       | Ogňan Nikolov · Bulharsko (BUL)          | Ebráhím Džavádí · Írán (IRI)                        |
| 1976 Montréal    | −48 kg                          | Chasan Isajev · Bulharsko (BUL)             | Roman Dmitrijev · Sovětský svaz (URS)    | Akira Kudo · Japonsko (JPN)                         |
| 1980 Moskva      | −48 kg                          | Claudio Pollio · Itálie (ITA)               | Jang Se-hong · Severní Korea (PRK)       | Sergej Kornilajev · Sovětský svaz (URS)             |
| 1984 Los Angeles | −48 kg                          | Bobby Weaver · Spojené státy americké (USA) | Takaši Irie · Japonsko (JPN)             | Son Kab-to · Jižní Korea (KOR)                      |
| 1988 Soul        | −48 kg                          | Takaši Kobajaši · Japonsko (JPN)            | Ivan Conov · Bulharsko (BUL)             | Sergej Karamčakov · Sovětský svaz (URS)             |
| 1992 Barcelona   | −48 kg                          | Kim Il-ong · Severní Korea (PRK)            | Kim Čong-sin · Jižní Korea (KOR)         | Vugar Orudžov · Sjednocený tým (EUN)                |
| 1996 Atlanta     | −48 kg                          | Kim Il-ong · Severní Korea (PRK)            | Armen Mkrtčjan · Arménie (ARM)           | Alexis Vila · Kuba (CUB)                            |

### Muší váha
|                       | Limit                           | Zlato                                         | Stříbro                                        | Bronz                                         |
| --------------------- | ------------------------------- | --------------------------------------------- | ---------------------------------------------- | --------------------------------------------- |
| 1904 St. Louis        | −52,16 kg                       | George Mehnert · Spojené státy americké (USA) | Gustave Bauer · Spojené státy americké (USA)   | William Nelson · Spojené státy americké (USA) |
| 1908–1936             | nebyla zařazena do programu her | nebyla zařazena do programu her               | nebyla zařazena do programu her                | nebyla zařazena do programu her               |
| 1948 Londýn           | −52 kg                          | Lennart Viitala · Finsko (FIN)                | Halit Balamir · Turecko (TUR)                  | Thure Johansson · Švédsko (SWE)               |
| 1952 Helsinky         | −52 kg                          | Hasan Gemici · Turecko (TUR)                  | Jušu Kitano · Japonsko (JPN)                   | Mahmoud Mollaghasemi · Írán (IRI)             |
| 1956 Melbourne        | −52 kg                          | Mirian Calkalamanidze · Sovětský svaz (URS)   | Mohammadalí Chodžastepur · Írán (IRI)          | Hüseyin Akbaş · Turecko (TUR)                 |
| 1960 Řím              | −52 kg                          | Ahmet Bilek · Turecko (TUR)                   | Masajuki Macubara · Japonsko (JPN)             | Ebrahim Seifpour · Írán (IRI)                 |
| 1964 Tokio            | −52 kg                          | Jošikacu Jošida · Japonsko (JPN)              | Chang Chang-Sun · Jižní Korea (KOR)            | Ali Akbar Heidari · Írán (IRI)                |
| 1968 Ciudad de México | −52 kg                          | Šigeo Nakata · Japonsko (JPN)                 | Richard Sanders · Spojené státy americké (USA) | Chimedbazaryn Damdinsharav · Mongolsko (MGL)  |
| 1972 Mnichov          | −52 kg                          | Kijomi Kato · Japonsko (JPN)                  | Arsen Alachverdiev · Sovětský svaz (URS)       | Kim Gwong-Hyong · Severní Korea (PRK)         |
| 1976 Montréal         | −52 kg                          | Júdži Takada · Japonsko (JPN)                 | Alexandr Ivanov · Sovětský svaz (URS)          | Čon He-sop · Jižní Korea (KOR)                |
| 1980 Moskva           | −52 kg                          | Anatolij Beloglazov · Sovětský svaz (URS)     | Władysław Stecyk · Polsko (POL)                | Nermedin Selimov · Bulharsko (BUL)            |
| 1984 Los Angeles      | −52 kg                          | Šaban Trstena · Jugoslávie (YUG)              | Kim Čong-kju · Jižní Korea (KOR)               | Júdži Takada · Japonsko (JPN)                 |
| 1988 Soul             | −52 kg                          | Micuru Sató · Japonsko (JPN)                  | Šaban Trstena · Jugoslávie (YUG)               | Volodimir Toguzov · Sovětský svaz (URS)       |
| 1992 Barcelona        | −52 kg                          | Li Hak-Son · Severní Korea (PRK)              | Zeke Jones · Spojené státy americké (USA)      | Valentin Jordanov · Bulharsko (BUL)           |
| 1996 Atlanta          | −52 kg                          | Valentin Jordanov · Bulharsko (BUL)           | Namig Abdullajev · Ázerbájdžán (AZE)           | Maulen Mamyrov · Kazachstán (KAZ)             |
| 2000 Sydney           | −54 kg                          | Namig Abdullajev · Ázerbájdžán (AZE)          | Sammie Henson · Spojené státy americké (USA)   | Amiran Kardanov · Řecko (GRE)                 |

### Pérová váha
|                       | Limit                           | Zlato                                            | Stříbro                                        | Bronz                                          | Bronz                                          |
| --------------------- | ------------------------------- | ------------------------------------------------ | ---------------------------------------------- | ---------------------------------------------- | ---------------------------------------------- |
| 1904 St. Louis        | −61,33 kg                       | Benjamin Bradshaw · Spojené státy americké (USA) | Theodore McLear · Spojené státy americké (USA) | Charles Clapper · Spojené státy americké (USA) | Charles Clapper · Spojené státy americké (USA) |
| 1908 Londýn           | −60,30 kg                       | George Dole · Spojené státy americké (USA)       | James Slim · Velká Británie (GBR)              | William McKie · Velká Británie (GBR)           | William McKie · Velká Británie (GBR)           |
| 1912 Stockholm        | nebyla zařazena do programu her | nebyla zařazena do programu her                  | nebyla zařazena do programu her                | nebyla zařazena do programu her                | nebyla zařazena do programu her                |
| 1920 Antwerp          | −61 kg                          | Charles Ackerly · Spojené státy americké (USA)   | Samuel Gerson · Spojené státy americké (USA)   | Philip Bernard · Velká Británie (GBR)          | Philip Bernard · Velká Británie (GBR)          |
| 1924 Paříž            | −61 kg                          | Robin Reed · Spojené státy americké (USA)        | Chester Newton · Spojené státy americké (USA)  | Kacutoši Naitó · Japonsko (JPN)                | Kacutoši Naitó · Japonsko (JPN)                |
| 1928 Amsterdam        | −61 kg                          | Allie Morrison · Spojené státy americké (USA)    | Kustaa Pihlajamäki · Finsko (FIN)              | Hans Minder · Švýcarsko (SUI)                  | Hans Minder · Švýcarsko (SUI)                  |
| 1932 Los Angeles      | −61 kg                          | Hermanni Pihlajamäki · Finsko (FIN)              | Edgar Nemir · Spojené státy americké (USA)     | Einar Karlsson · Švédsko (SWE)                 | Einar Karlsson · Švédsko (SWE)                 |
| 1936 Berlín           | −61 kg                          | Kustaa Pihlajamäki · Finsko (FIN)                | Francis Millard · Spojené státy americké (USA) | Gösta Frändfors · Švédsko (SWE)                | Gösta Frändfors · Švédsko (SWE)                |
| 1948 Londýn           | −63 kg                          | Gazanfer Bilge · Turecko (TUR)                   | Ivar Sjölin · Švédsko (SWE)                    | Adolf Müller · Švýcarsko (SUI)                 | Adolf Müller · Švýcarsko (SUI)                 |
| 1952 Helsinky         | −63 kg                          | Bayram Şit · Turecko (TUR)                       | Nasser Givehchi · Írán (IRI)                   | Josiah Henson · Spojené státy americké (USA)   | Josiah Henson · Spojené státy americké (USA)   |
| 1956 Melbourne        | −63 kg                          | Šózó Sasahara · Japonsko (JPN)                   | Jef Mewis · Belgie (BEL)                       | Erkki Penttilä · Finsko (FIN)                  | Erkki Penttilä · Finsko (FIN)                  |
| 1960 Řím              | −63 kg                          | Mustafa Dağıstanlı · Turecko (TUR)               | Stančo Kolev · Bulharsko (BUL)                 | Vladimir Rubašvili · Sovětský svaz (URS)       | Vladimir Rubašvili · Sovětský svaz (URS)       |
| 1964 Tokio            | −63 kg                          | Osamu Watanabe · Japonsko (JPN)                  | Stančo Kolev · Bulharsko (BUL)                 | Nodar Chochašvili · Sovětský svaz (URS)        | Nodar Chochašvili · Sovětský svaz (URS)        |
| 1968 Ciudad de México | −63 kg                          | Masaaki Kaneko · Japonsko (JPN)                  | Eňu Todorov · Bulharsko (BUL)                  | Shamseddin Seyed-Abbasi · Írán (IRI)           | Shamseddin Seyed-Abbasi · Írán (IRI)           |
| 1972 Mnichov          | −62 kg                          | Zagalav Abdulbekov · Sovětský svaz (URS)         | Vehbi Akdağ · Turecko (TUR)                    | Ivan Krastev · Bulharsko (BUL)                 | Ivan Krastev · Bulharsko (BUL)                 |
| 1976 Montréal         | −62 kg                          | Jang Čung-mo · Jižní Korea (KOR)                 | Dzevegín Ojdov · Mongolsko (MGL)               | Gene Davis · Spojené státy americké (USA)      | Gene Davis · Spojené státy americké (USA)      |
| 1980 Moskva           | −62 kg                          | Magomet-Gasan Abušev · Sovětský svaz (URS)       | Micho Dukov · Bulharsko (BUL)                  | Georgios Chatziioannidis · Řecko (GRE)         | Georgios Chatziioannidis · Řecko (GRE)         |
| 1984 Los Angeles      | −62 kg                          | Randall Lewis · Spojené státy americké (USA)     | Kósei Akaiši · Japonsko (JPN)                  | I Čong-kun · Jižní Korea (KOR)                 | I Čong-kun · Jižní Korea (KOR)                 |
| 1988 Seoul            | −62 kg                          | John Smith · Spojené státy americké (USA)        | Stepan Sarkisjan · Sovětský svaz (URS)         | Simeon Šterev · Bulharsko (BUL)                | Simeon Šterev · Bulharsko (BUL)                |
| 1992 Barcelona        | −62 kg                          | John Smith · Spojené státy americké (USA)        | Askar Mohammadaján · Írán (IRI)                | Lázaro Reinoso · Kuba (CUB)                    | Lázaro Reinoso · Kuba (CUB)                    |
| 1996 Atlanta          | −62 kg                          | Tom Brands · Spojené státy americké (USA)        | Jang Jae-sung · Jižní Korea (KOR)              | Elbrus Tedejev · Ukrajina (UKR)                | Elbrus Tedejev · Ukrajina (UKR)                |
| 2000 Sydney           | −63 kg                          | Murad Umachanov · Rusko (RUS)                    | Serafim Barzakov · Bulharsko (BUL)             | Jang Jae-sung · Jižní Korea (KOR)              | Jang Jae-sung · Jižní Korea (KOR)              |
| 2004 Athény           | −60 kg                          | Yandro Quintana · Kuba (CUB)                     | Masoud Mostafa-Jokar · Írán (IRI)              | Kenji Inoue · Japonsko (JPN)                   | Kenji Inoue · Japonsko (JPN)                   |
| 2008 Peking           | −60 kg                          | Mavlet Batyrov · Rusko (RUS)                     | Vasyl Fedoryšyn · Ukrajina (UKR)               | Morad Mohammadí · Írán (IRI)                   | Keniči Jumoto · Japonsko (JPN)                 |
| 2012 Londýn           | −60 kg                          | Togrul Asgarov · Ázerbájdžán (AZE)               | Besik Kuduchov · Rusko (RUS)                   | Yogeshwar Dutt · Indie (IND)                   | Coleman Scott · Spojené státy americké (USA)   |

### Lehká těžká váha
|                       | Limit  | Zlato                                            | Stříbro                                            | Bronz                                               | Bronz |
| --------------------- | ------ | ------------------------------------------------ | -------------------------------------------------- | --------------------------------------------------- | ----- |
| 1920 Antwerp          | −80 kg | Anders Larsson · Švédsko (SWE)                   | Charles Courant · Švýcarsko (SUI)                  | Walter Maurer · Spojené státy americké (USA)        |       |
| 1924 Paříž            | −87 kg | John Spellman · Spojené státy americké (USA)     | Rudolf Svensson · Švédsko (SWE)                    | Charles Courant · Švýcarsko (SUI)                   |       |
| 1928 Amsterdam        | −87 kg | Thure Sjöstedt · Švédsko (SWE)                   | Arnold Bögli · Švýcarsko (SUI)                     | Henri Lefèbre · Francie (FRA)                       |       |
| 1932 Los Angeles      | −87 kg | Peter Mehringer · Spojené státy americké (USA)   | Thure Sjöstedt · Švédsko (SWE)                     | Eddie Scarf · Austrálie (AUS)                       |       |
| 1936 Berlín           | −87 kg | Knut Fridell · Švédsko (SWE)                     | Ago Neo · Estonsko (EST)                           | Erich Siebert · Německo (GER)                       |       |
| 1948 Londýn           | −87 kg | Henry Wittenberg · Spojené státy americké (USA)  | Fritz Stöckli · Švýcarsko (SUI)                    | Bengt Fahlqvist · Švédsko (SWE)                     |       |
| 1952 Helsinky         | −87 kg | Viking Palm · Švédsko (SWE)                      | Henry Wittenberg · Spojené státy americké (USA)    | Adil Atan · Turecko (TUR)                           |       |
| 1956 Melbourne        | −87 kg | Golamrezá Tachtí · Írán (IRI)                    | Boris Kulaev · Sovětský svaz (URS)                 | Peter Blair · Spojené státy americké (USA)          |       |
| 1960 Řím              | −87 kg | İsmet Atlı · Turecko (TUR)                       | Golamrezá Tachtí · Írán (IRI)                      | Anatolij Albul · Sovětský svaz (URS)                |       |
| 1964 Tokio            | −97 kg | Alexandr Medveď · Sovětský svaz (URS)            | Ahmet Ayık · Turecko (TUR)                         | Said Mustafov · Bulharsko (BUL)                     |       |
| 1968 Ciudad de México | −97 kg | Ahmet Ayık · Turecko (TUR)                       | Shota Lomidze · Sovětský svaz (URS)                | József Csatári · Maďarsko (HUN)                     |       |
| 1972 Mnichov          | −90 kg | Benjamin Peterson · Spojené státy americké (USA) | Gennadi Strachov · Sovětský svaz (URS)             | Károly Bajkó · Maďarsko (HUN)                       |       |
| 1976 Montréal         | −90 kg | Levan Tedyjašvili · Sovětský svaz (URS)          | Benjamin Peterson · Spojené státy americké (USA)   | Stelian Morcov · Rumunsko (ROU)                     |       |
| 1980 Moskva           | −90 kg | Sanasar Oganisjan · Sovětský svaz (URS)          | Uwe Neupert · Německá demokratická republika (GDR) | Aleksander Cichoń · Polsko (POL)                    |       |
| 1984 Los Angeles      | −90 kg | Ed Banach · Spojené státy americké (USA)         | Akira Óta · Japonsko (JPN)                         | Noel Loban · Velká Británie (GBR)                   |       |
| 1988 Soul             | −90 kg | Macharbek Chadarcev · Sovětský svaz (URS)        | Akira Óta · Japonsko (JPN)                         | Kim Tche-u · Jižní Korea (KOR)                      |       |
| 1992 Barcelona        | −90 kg | Macharbek Chadarcev · Sjednocený tým (EUN)       | Kenan Şimşek · Turecko (TUR)                       | Christopher Campbell · Spojené státy americké (USA) |       |
| 1996 Atlanta          | −90 kg | Rasúl Chádem · Írán (IRI)                        | Macharbek Chadarcev · Rusko (RUS)                  | Eldar Kurtanidze · Gruzie (GEO)                     |       |